# Днестърска линия
Днестърската линия е отбранителна линия от крепости в Молдова (Приднестровието) и Украйна, главно покрай река Днестър.
Издигнати са в края на XVIII век в югозападната европейска част на Руската империя за защита на новите погранични поселища в този район.
Линията се простира от река Ягорлик (Одеска област) – ляв приток на Днестър, после по самия Днестър до устието му към Днестърски лиман, а нататък продължава до гр. Очаков (Николаевска област).
Към пограничната укрепена линия спадат известните Тирасполска, Овидиополска и Одеска, Очаковска крепости, както и по-малки укрепления.